# Jefferson Memorial Forest

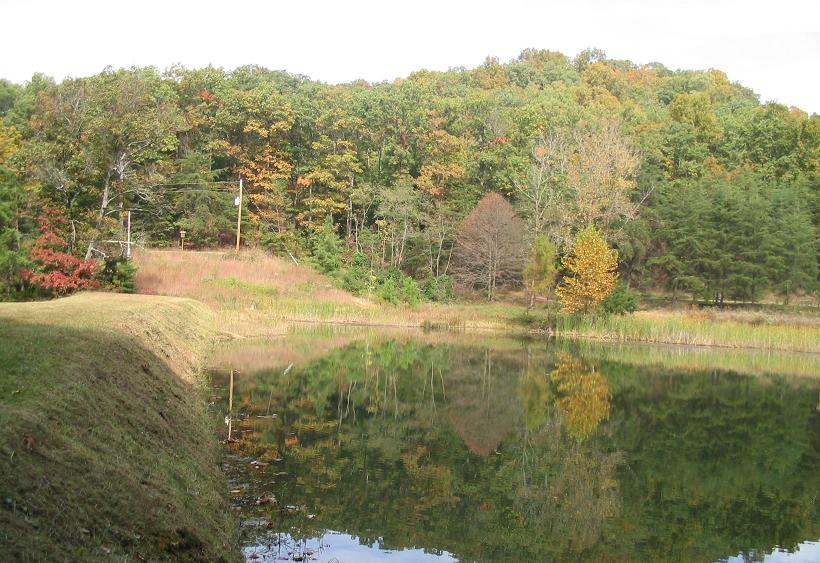
La Jefferson Memorial Forest est la plus importante forêt municipale des États-Unis.

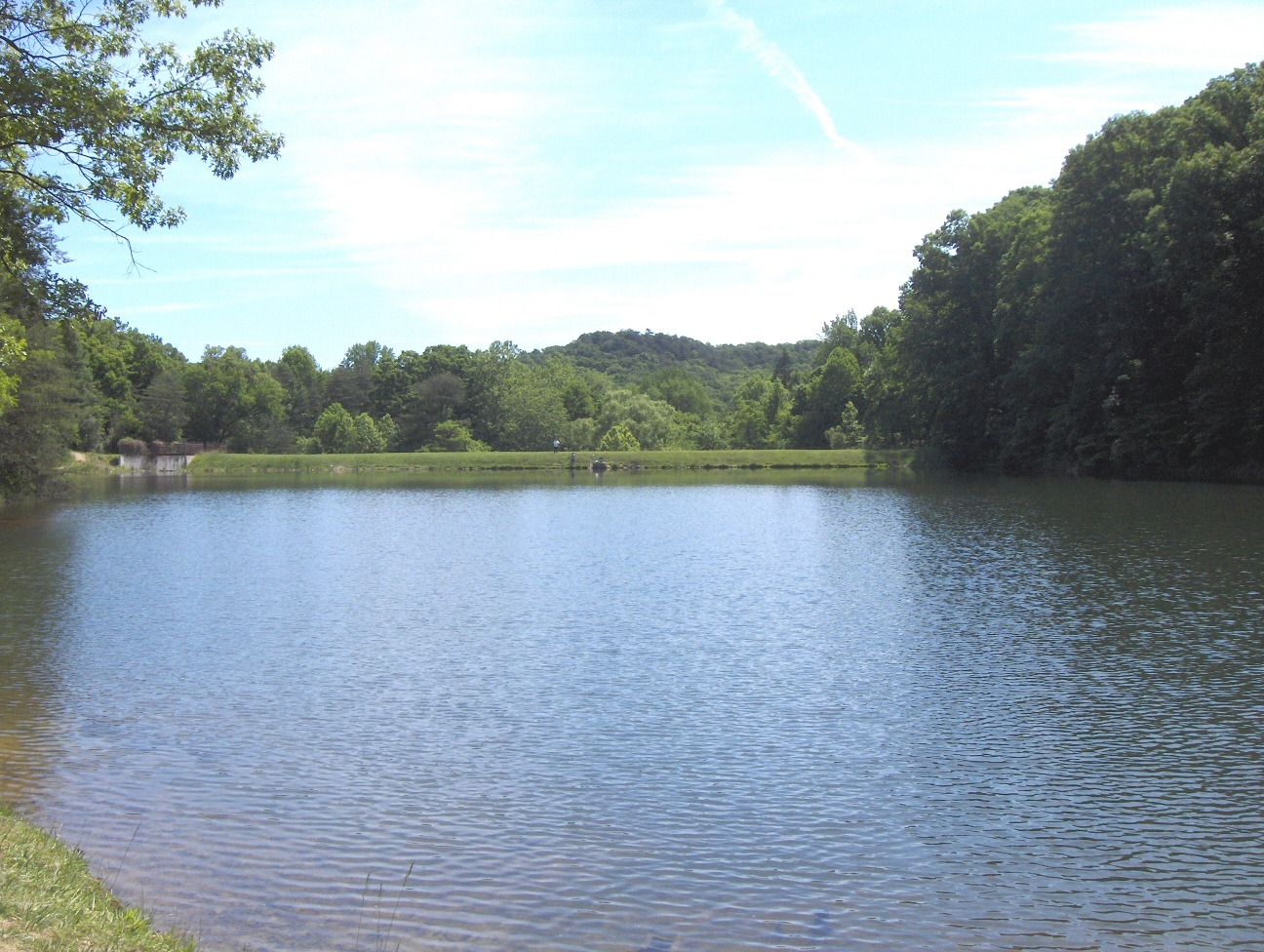
Lac Tom Wallace

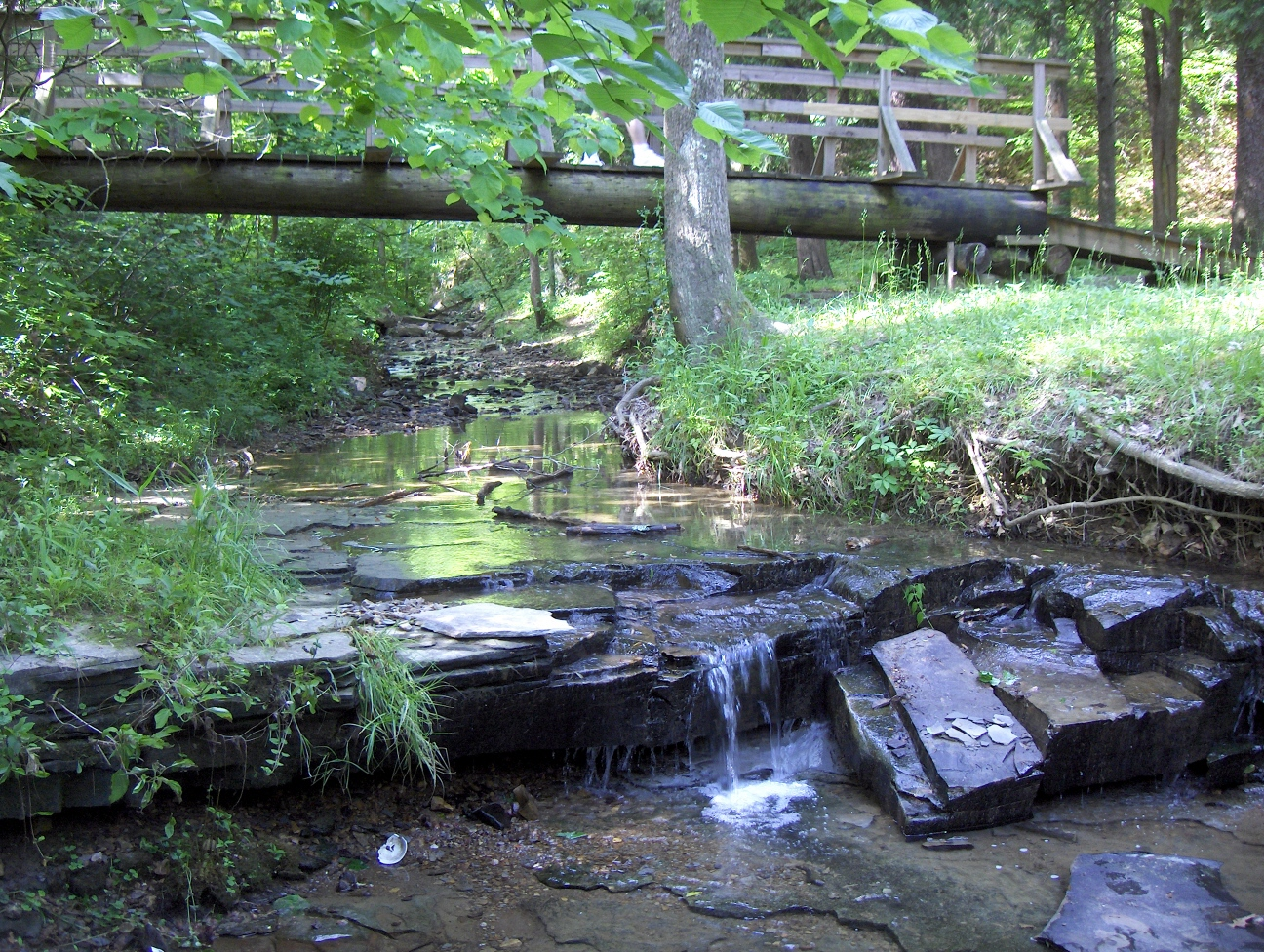
Bee Lick Creek

La forêt mémorial de Jefferson (Jefferson Memorial Forest) est une forêt située au sud-ouest de la zone métropolitaine de Louisville dans le Kentucky, aux États-Unis. Située au cœur de la Knobs region, la forêt s'étend sur 24,52 km2 ce qui en fait la plus importante forêt municipale urbaine du pays.
La forêt fut établie en hommage aux vétérans de guerre du Kentucky et désignée comme une réserve sauvage par la Société nationale Audubon.

## Histoire
En 1946, le comté de Jefferson (dont Louisville est le siège) entreprit d'établir une forêt préservée au sud de son territoire. Elle fut nommée en mémoire des vétérans de guerre du Kentucky. Depuis sa création, la forêt a connu plusieurs extensions. Le 30 mai 2004, la forêt a été touchée par une tornade qui endommagea certaines des installations pour les visiteurs.

## Faune et flore
La forêt compte 50 espèces d'arbres dont dix espèces de chênes. La forêt est peuplée de coyotes, de lynx, de renards et de cerfs. Les oiseaux sont représentés par exemple par le grand héron bleu. La forêt est touchée par l'apparition de plantes invasives non endémiques comme l'ailante glanduleux (Ailanthus altissima), le chèvrefeuille de Maack (Lonicera maackii), le chèvrefeuille du Japon (Lonicera japonica) et le paulownia tomentosa.

## Installations
La forêt propose environ 50 km de sentiers de randonnées qui offrent plusieurs vues panoramiques sur la ville de Louisville. Plusieurs zones récréatives existent, comme la Tom Wallace Recreation Area. Le camping et la pêche sont permis. Le lac Tom Wallace est empoissonné de truites et de poissons chats une fois par an. La forêt est gérée par le gouvernement de la zone métropolitaine de Louisville.

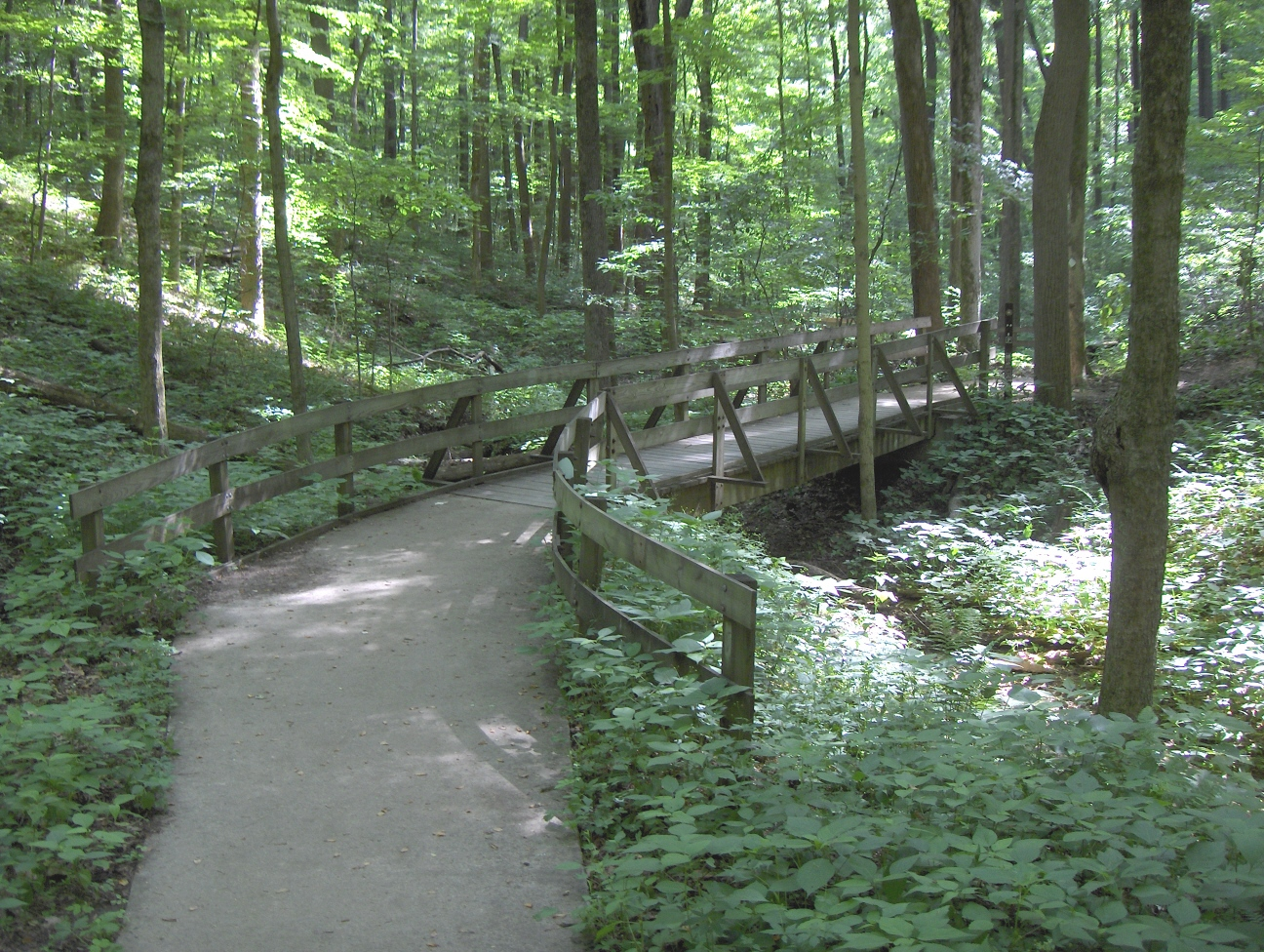
Vue le long du sentier de randonnée de Tuliptree Trail à proximité du lac Tom Wallace
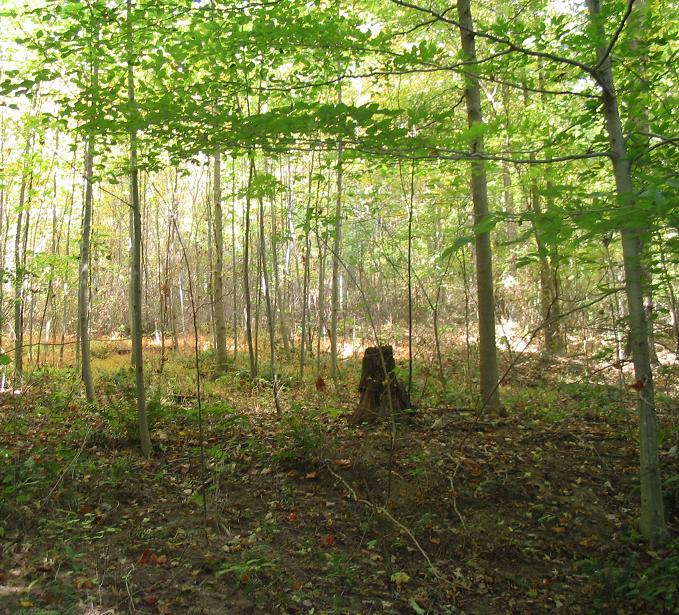
La forêt abrite de nombreux animaux et plantes sauvages